# Objaw Courvoisiera
Objaw Courvoisiera, zespół Courvoisiera – objaw kliniczny charakterystyczny dla zaawansowanego nowotworu okolicy trzustkowo-dwunastniczej (zazwyczaj rak głowy trzustki lub dróg żółciowych, a także dwunastnicy i brodawki Vatera), związany z zamknięciem dróg żółciowych przez naciekający lub uciskający guz. Charakteryzuje się występowaniem znacznie powiększonego, wyczuwalnego przez powłoki brzuszne i niebolesnego pęcherzyka żółciowego.
Współistnienie dostępnego palpacyjnie pęcherzyka oraz żółtaczki nie występuje w kamicy pęcherzyka żółciowego, co pozwala wstępnie zróżnicować te dwie przypadłości. Tworzące się w pęcherzyku kamienie mogą co prawda spowodować jego powiększenie, jednak żółtaczka pojawia się dopiero wtedy, gdy dostaną się one do przewodu żółciowego wspólnego, a to następuje w późniejszym etapie choroby, w którym to pęcherzyk posiada pogrubiałe ściany, ze względu na przebyte zapalenia, jest obkurczony i nie rozciąga się pod wpływem zwiększonego ciśnienia żółci.
Nazwa eponimiczna objawu upamiętnia jego odkrywcę, szwajcarskiego chirurga Ludwiga Georga Courvoisiera. 